# Université d'Eskişehir Osmangazi
L'Université d'Eskişehir Osmangazi (en turc : Eskişehir Osmangazi Üniversitesi) est une université publique à Eskişehir, en Turquie.

## Fusillade du 5 avril 2018
Le 5 avril 2018 vers 15 h, une fusillade éclate dans l'université. Elle fait 4 morts et 3 blessés.